# Kinzig (Bade-Wurtemberg)
Pour les articles homonymes, voir Kinzig.
La Kinzig est une rivière allemande qui prend sa source dans la Forêt-Noire et conflue en rive droite dans le Rhin à Kehl. 

## Géographie
La Kinzig a une longueur de 95 km. Sa vallée et les vallées affluentes sont considérées comme le plus grand système de vallées en Forêt Noire. Suivant les différentes définitions géographiques la Kinzig peut être considérée comme la frontière entre la Forêt-Noire du Nord (Nordschwarzwald) et la moyenne Forêt-Noire (mittlerer Schwarzwald).

## Histoire
Plusieurs combats ont eu lieu pour la traversée de cette rivière :
- en 1637, durant la guerre de Trente Ans ;
- le 6 messidor an IV (24 juin 1796), durant la guerre de la Première Coalition.

## Affluent de la Kinzig
Dans le sens du fleuve (en direction du Rhin)
- Schiltach

## Villes et villages longeant la Kinzig
(dans le sens du fleuve - en direction du Rhin)
- dans l'arrondissement de Freudenstadt :
  - Loßburg
  - Alpirsbach - Ehlenbogen
  - Alpirsbach
- dans l'arrondissement de Rottweil :
  - Schenkenzell, Schiltach
  - Schiltach - Lehengericht
- dans l'arrondissement de l'Ortenau :
  - Wolfach, Gutach (Schwarzwaldbahn), Hausach, Fischerbach, Haslach im Kinzigtal, Steinach, Biberach, Gengenbach, Berghaupten, Ohlsbach, Ortenberg, Offenbourg, Willstätt, Kehl

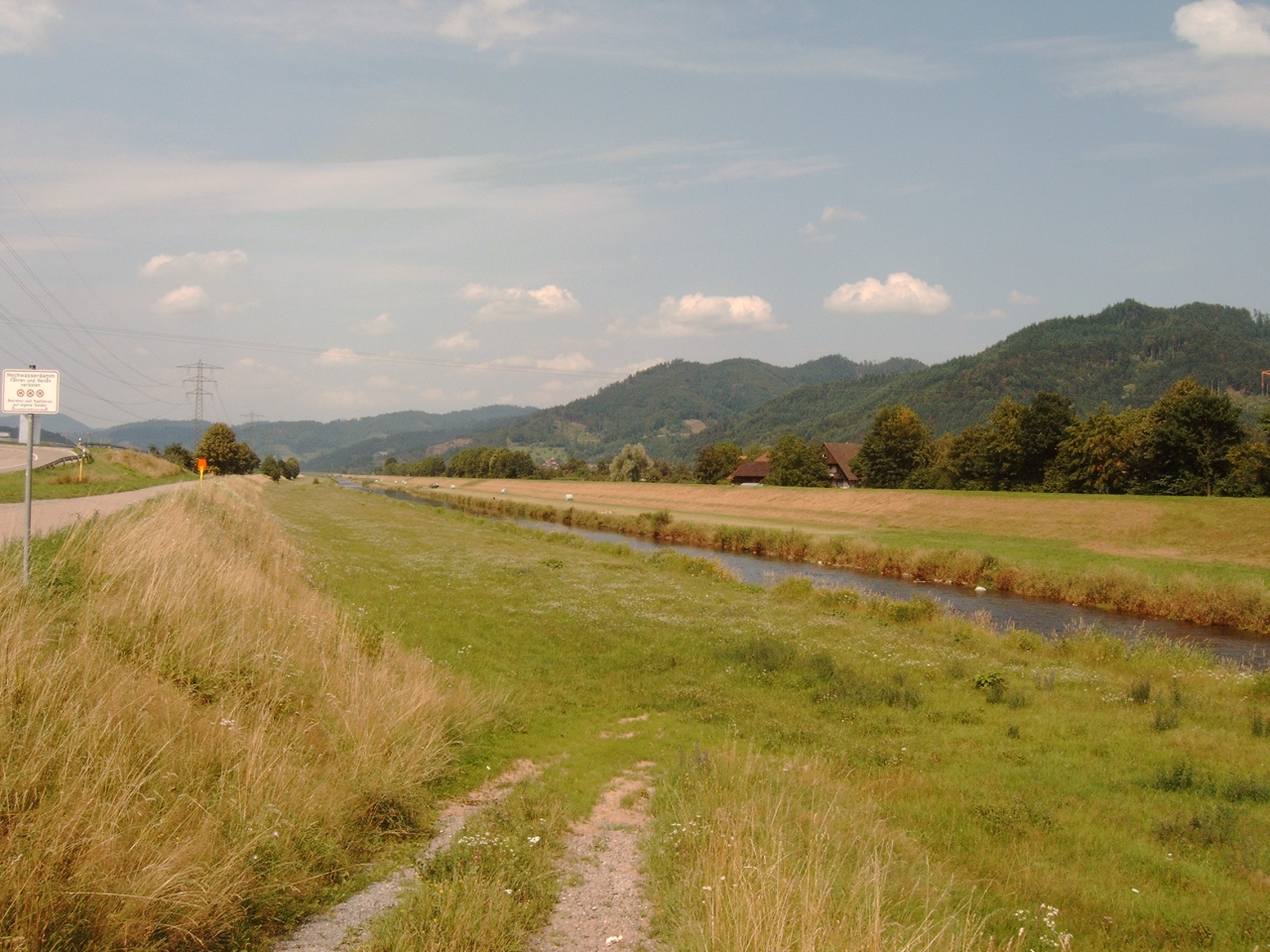
La Kinzig à Biberach.